# Pseudanthias conspicuus
Pseudanthias conspicuus là một loài cá biển thuộc chi Pseudanthias trong họ Cá mú. Loài này được mô tả lần đầu tiên vào năm 1973.

## Phân bố và môi trường sống
P. conspicuus có phạm vi phân bố ở Tây Bắc Ấn Độ Dương. Loài này xuất hiện tại vùng biển phía bắc Somalia, bờ đông - nam Oman, Pakistan và phía tây Ấn Độ. Chúng được tìm thấy xung quanh các rạn san hô ở vùng nước khá sâu, độ sâu khoảng 93 m.

## Mô tả
P. conspicuus có chiều dài cơ thể tối đa được ghi nhận là 8 cm. Màu sắc tiêu bản của cá đực: Đầu và thân trắng nhạt, với hai dải sẫm màu kéo dài từ đầu đến vây đuôi. Dải trên từ gáy dài đến cuối vây lưng, nối với dải dưới bởi một đường vòng cung trên vây đuôi; dải dưới dài từ mắt đến gốc vây đuôi dưới.
Số gai ở vây lưng: 10; Số tia vây mềm ở vây lưng: 15 - 17; Số gai ở vây hậu môn: 3; Số tia vây mềm ở vây hậu môn: 6 - 7; Số gai ở vây bụng: 1; Số tia vây mềm ở vây bụng: 5; Số tia vây mềm ở vây ngực: 17 - 19.